# Doorn
Doorn è una località dei Paesi Bassi situata nella municipalità di Utrechtse Heuvelrug, nella provincia di Utrecht.
Nel gennaio 2006 è stato fuso nel comune di Utrechtse Heuvelrug insieme ai comuni di Amerongen, Driebergen-Rijsenburg, Leersum e Maarn.

## Storia
Fu la residenza del Kaiser Guglielmo II di Germania in esilio dopo la sua abdicazione il 9 novembre 1918 (tre giorni prima della fine della guerra) e, dopo la morte, del suo mausoleo. È la sede del comando del Korps Mariniers.

## Luoghi d'interesse
- Von Gimborn Arboretum, giardino botanico

## Amministrazione

### Gemellaggi
Hanau
 Victoria (Brașov)